# Devanhalli
Devanhalli é uma cidade no distrito de Bangalore Rural, no estado indiano de Karnataka.

## Geografia
Devanhalli está localizada a 13° 14′ N, 77° 42′ L. Tem uma altitude média de 880 metros (2887 pés).

## Demografia
Segundo o censo de 2001, Devanhalli tinha uma população de 23 190 habitantes. Os indivíduos do sexo masculino constituem 52% da população e os do sexo feminino 48%. Devanhalli tem uma taxa de literacia de 66%, superior à média nacional de 59,5%: a literacia no sexo masculino é de 73% e no sexo feminino é de 58%. Em Devanhalli, 12% da população está abaixo dos 6 anos de idade.